# 2001 în literatură
- 2000 în literatură — 2001 în literatură — 2002 în literatură

Anul 2001 în literatură a implicat o serie de evenimente și cărți noi semnificative.

## Cărți noi
- Niccolò Ammaniti - Io non ho paura
- Raymond Benson - Never Dream of Dying
- Dennis Bock - The Ash Garden
- Ben Bova - The Precipice
- Geraldine Brooks - Year of Wonders
- Lois McMaster Bujold - The Curse of Chalion
- Joseph Connolly - S.O.S.
- Bernard Cornwell - Sharpe's Trafalgar și Gallows Thief
- Douglas Coupland - All Families Are Psychotic
- Achmat Dangor - Bitter Fruit
- Umberto Eco - Baudolino
- Barbara Ehrenreich - Nickel and Dimed
- James Ellroy - The Cold Six Thousand
- Leif Enger - Peace like a river
- Leon Forrest - Meteor in the Madhouse
- Jonathan Franzen - The Corrections
- Diana Gabaldon - The Fiery Cross
- Martin H. Greenberg și Larry Segriff - Past Imperfect
- John Grisham - A Painted House și Skipping Christmas
- Joanne Harris - Five Quarters of the Orange
- Nancy Huston - Dolce Agonia
- John Irving - The Fourth Hand
- P. D. James - Death in Holy Orders
- Greg Keyes - Edge of Victory: Conquest și Edge of Victory: Rebirth
- Stephen King - Black House și Dreamcatcher
- Robert N. Kucey - Giving Something Back
- Hanif Kureishi - Gabriel's Gift
- John le Carré - The Constant Gardener
- Mario Vargas Llosa - The Feast of the Goat
- David Lodge -Thinks ...
- James Luceno - Cloak of Deception
- Juliet Marillier - Child of the Prophecy
- Yann Martel - Life of Pi
- Ian McEwan -  Atonement
- V S Naipaul - Half a Life
- R. K. Narayan - Under the Banyan Tree
- Joyce Carol Oates - Middle Age: A Romance
- Chuck Palahniuk - Choke
- Kate Grenville Picador - The Idea of Perfection
- Terry Pratchett - The Amazing Maurice and his Educated Rodents, Thief of Time și The Last Hero
- Sven Regener - Herr Lehmann
- Kathy Reichs - Fatal Voyage
- Alain Robbe-Grillet - La reprise
- Jean-Christophe Rufin - Rouge Brésil
- Salman Rushdie - Fury
- Richard Russo - Empire Falls
- Eric Schlosser - Fast Food Nation
- W. G. Sebald - Austerlitz
- Michael Slade - Death's Door
- Danielle Steel - Leap of Faith
- Amy Tan - The Bonesetter's Daughter
- Timothy Taylor - Stanley Park
- Anne Tyler - Back When We Were Grownups
- Jane Urquhart - The Stone Carvers
- Andrew Vachss - Pain Management

## Premii
- Premiul Nobel pentru Literatură: V. S. Naipaul